# Vladimir Cebotari
Vladimir Cebotari (Sadaclia, 7 novembre 1980) è un giurista e politico moldavo.

## Biografia
Tra il 30 luglio 2015 e il 21 dicembre 2017 è stato Ministro della giustizia della Repubblica di Moldavia nel governo di Streleț. Tra giugno 2013 e aprile 2015 è stato viceministro dei trasporti e delle infrastrutture stradali della Repubblica di Moldavia e successivamente direttore generale dell'impresa statale "Calea Ferată din Moldova" (aprile-luglio 2015).

## Attività professionale
Dal 2008-2010 è stato presidente del Consiglio di amministrazione di S.A. "North Railway Station".
Da dicembre 2011 a giugno 2013, Cebotari è stato direttore dell'Autorità per l'aviazione civile della Repubblica di Moldavia.
Da gennaio 2014 a luglio 2014 è stato presidente del consiglio di amministrazione della S.I. "MoldATSA".
Da aprile 2015 a luglio 2015 è stato direttore generale dell'impresa statale "Calea Ferată din Moldova".

## Attività politica
Da giugno 2013 ad aprile 2015 è stato viceministro dei trasporti e delle infrastrutture stradali. Dal 30 luglio 2015 al 20 dicembre 2017, è stato ministro della giustizia della Repubblica di Moldavia nel governo Streleț. Fu promosso ministro del Partito Democratico della Moldavia. Nell'aprile 2017, è stato eletto vicepresidente del Partito Democratico della Moldavia.
Alle elezioni parlamentari del 24 febbraio 2019, è stato eletto deputato (nella circoscrizione nazionale) al Parlamento della Repubblica di Moldavia.
Il 19 febbraio 2020, Vladimir Cebotari insieme a un gruppo di deputati del PDM lasciò la fazione dei democratici e lasciò il partito. Il 20 febbraio 2020, hanno annunciato in una conferenza stampa sull'istituzione del gruppo parlamentare Pro Moldova.

## Vita personale
Vladimir Cebotari è sposato e ha due figli. Conosce le lingue: rumeno (madrelingua), russo (fluente), inglese (fluente), francese (medio).